# Imarti
L'Imarti (en hindoustani : इमरती ou امرتی) est une pâtisserie ou confiserie originaire d'Inde et populaire dans une partie du sous-continent indien. Il est préparé en faisant frire une pâte à base de haricot urd (vigna mungo) en forme de fleur circulaire, puis en la trempant dans du sirop de sucre. Les noms alternatifs incluent Amitti, Amriti, Emarti, Omritti, Jahangir et Jhangiri/Jangiri/Jangri. Cette pâtisserie ne doit pas être confondue avec le jalebi, qui est plus fin et plus sucré que l'Imarti, et préparé avec d'autres ingrédients.
Le jhangiri s'est aussi répandu au Sri Lanka, où il est connu sous une variante similaire mais spécifique, appelée le Thenkulal (en tamoul : தேன்குழல்) ou Pani Walalu (en singhalais : පැණි වළලු), rencontrée communément dans le nord et le centre de l'île. Les ingrédients peuvent changer en fonction des habitudes et des régions (usage ou non de pâte de haricots, de lait de coco, etc.), le rapprochant parfois plutôt au jalebi. Le thenkulal sri lankais est à ne pas confondre avec le thenkuzhal murukku du sud-est de l'Inde, un namkeen ou snack salé.

## Ingrédients
L'Amriti ou Jangiri est fabriqué à partir de haricots urd réduits en pâte. Du safran ou du colorant alimentaire est ajouté pour la couleur. Des variétés particulières de haricot urd, appelées familièrement jangiri parappu (« légumineuse à jangiri ») ou jangiri black gram (« haricot urd à jangiri ») dans le sud de l'Inde, peuvent être employées.

## Préparation
Les haricots urd sont trempés dans l'eau pendant quelques heures puis broyés sur pierre (meule ou mortier) pour obtenir une pâte fine. La pâte est ensuite versée à l'aide d'une poche à douille dans du ghee (beurre clarifié) ou de l'huile. Elle y est déposée en suivant des motifs géométriques « floraux », en formant souvent un petit anneau au milieu.
Préalablement à la mise en friture de la pâte, un sirop de sucre est préparé et aromatisé au camphre comestible, aux clous de girofle, à la cardamome, au kewra (huile essentielle distillée de fleurs de pandanus odorifer (pandanus fascicularis)) et au safran. La préparation de ce sirop peut être moins élaboré, notamment dans le sud de l'Inde. Le matériau frit est ensuite trempé dans le sirop de sucre jusqu'à ce qu'il grossisse et absorbe une quantité importante de sirop. Dans le nord de l'Inde, les imartis sont drainés et ont donc tendance à être plus secs que les jalebis.

## Service
En Inde et au Pakistan, cette friandise est servie pendant le repas, également populaire lors des mariages et des célébrations de tout type. Elle peut être servie chaude, à température ambiante ou réfrigérée, accompagnée ou parsemée de dahi (yaourt indien) ou de rabri (sorte de « crème anglaise » nord-indienne).
Dans le nord de l'Inde, la ville de Jaunpur, dans l'Uttar Pradesh, est renommée pour ses imarti. L'enseigne Beniram's y est particulièrement célèbre, celle-ci serait la plus ancienne pâtisserie en activité vendant de l'imarti.
Au Bangladesh, l'Amitti est un mets d'Iftar très populaire. C'est une spécialité sylhetie, où il est préparé sans aucun colorant alimentaire.